# Stephen Covey
Stephen Richards Covey (sinh ngày 24 tháng 10, năm 1932 - mất ngày 16 tháng 7, năm 2012) là một nhà giáo dục, một tác giả, một doanh nhân, và một nhà diễn giả người Mỹ. Ông là tác giả của cuốn sách nổi tiếng "7 thói quen của người thành đạt". Những cuốn sách khác của ông bao gồm: Tư duy tối ưu, Nghệ thuật lãnh đạo theo nguyên tắc, 7 thói quen tạo gia đình hạnh phúc, thói quen thứ 8, và Nhà Lãnh Đạo trong Tôi -  làm thế nào để trường học và các bậc cha mẹ trên khắp thế giới tạo được niềm cảm hứng lớn lao tới từng đứa trẻ. Năm 1996, tạp chí Time đã vinh danh ông là một trong 25 người có sức ảnh hưởng nhất nước Mỹ. Ông trực tiếp tham gia giảng dạy tại trường kinh doanh Jon M. Huntsman trực thuộc đại học bang Utah cho đến khi gặp tai nạn và qua đời.

## Tuổi trẻ
Covey sinh vào ngày 24 tháng 10 năm 1932 tại thành phố Salt Lake, tiểu bang Utha Hoa Kỳ. Cha ông là Stephen Glenn Covey, mẹ là Louise Richards Covey. Bà Louise là con gái của Stephen L Richards, một tín đồ và là người tham vấn cho ban trị sự đầu tiên của Giáo hội các Thánh hữu Ngày sau của Chúa Giê Su Ky Tô dưới sự điều hành của David O.McKay. Covey là cháu nội của Stephen Mack Covey - người thành lập chuỗi khách sạn Little America Wyoming gần Granger, Wyoming.
Covey ham thích chơi thể thao từ khi còn nhỏ. Thế nhưng, khi đang học ở trường phổ thông cơ sở, chứng trật khớp đùi kéo dài đã khiến ông buộc phải chuyển sự quan tâm của mình sang học thuật. Ở trường phổ thông, ông tham gia vào câu lạc bộ tranh biện.

## Học vấn
Covey lấy bằng cử nhân quản trị kinh doanh tại trường đại học UTah, bằng thạc sĩ quản trị kinh doanh từ trường kinh doanh Harvard trực thuộc đại học Harvard, và bằng tiến sĩ giáo dục tôn giáo (DRE) tại đại học Brigham Young. Ông cũng là thành viên của hội nam sinh Pi Kappa Alpha. Ngoài ra, ông còn được nhận thêm mười bằng tiến sĩ danh dự từ các trường đại học khác.

## Tư tưởng
Covey bị ảnh hưởng mạnh mẽ bởi Peter Drucker và Carl Rogers. Một đặc điểm khác trong tư tưởng của ông đến từ những nghiên cứu của ông về các tác phẩm phát triển bản thân của các tác giả Mỹ mà ông thực hiện trong luận án tiến sĩ của mình. Ngoài ra, một sự ảnh hưởng lớn lao hơn nữa đối với Covey, đó chính là niềm tin của ông vào Giáo hội các Thánh hữu Ngày sau của Chúa Giê Su Ky Tô. Theo như Clayton Christensen, 7 thói quen chính là những giá trị được chắt lọc từ những giáo lý của giáo hội các Thánh hữu ngày sau.

## Tác phẩm
Tác phẩm của Covey - "Cội nguồn của những nguyên tắc đúng đắn" - được xuất bản vào năm 1970 bởi công ty Deseret Book. Việc đọc cuốn sách này sẽ cho chúng ta hiểu được công việc mà Covey sau đó, đã tiếp tục phát triển dần dần từ những ý tưởng ban đầu. Riêng cuốn sách 7 thói quen của người thành đạt được ông viết vào năm 1989 đến nay đã bán được hơn 30 triệu bản trên thế giới, được dịch ra 40 ngôn ngữ khác nhau. Trong tác phẩm của mình, Covey đưa ra lý lẽ để chống lại thuyết mà ông gọi là "đạo đức nhân cách", thứ mà ông nhận thấy đang thịnh hành trong rất nhiều những cuốn sách phát triển bản thân đương thời. Ông đề xướng thuyết mà ông gán cho là "đạo đức tính cách", ủng hộ giá trị con người như những nguyên tắc phổ quát và bất biến. Covey kiên quyết từ chối việc đồng nhất giữa giá trị và nguyên tắc. Ông cho rằng nguyên tắc là những luật tự nhiên ngoại tại, trong khi giá trị luôn luôn nằm trong nội tại và chủ thể. Covey khẳng định rằng giá trị chi phối cách hành xử của con người, còn nguyên tắc sau cùng tạo ra kết quả. Covey diễn giải những lời giảng của ông bằng một chuỗi những thói quen, hình thành trong quá trình đi từ phụ thuộc qua độc lập rồi đến tương thuộc. Năm 2002, tạp chí Forbes đã đưa cuốn sách này của Covey vào danh sách 10 tác phẩm về quản trị có ảnh hưởng nhất trên thế giới từ trước tới nay.
Các tác phẩm khác của ông có thể kể đến như:
- Tư duy tối ưu
- Nghệ thuật lãnh đạo theo nguyên tắc
- 7 thói quen tạo gia đình hạnh phúc
- Thói quen thứ 8
- Nhà Lãnh đạo trong Tôi...[5]

## Dự án

### Franklin Covey
Trong năm 1984 Covey thành lập "Trung tâm đào tạo lãnh đạo Covey", đến năm 1997 hợp nhất với Franklin Quest để tạo thành tổ chức FranklinCovey, một công ty cung cấp dịch vụ chuyên nghiệp toàn cầu, các khóa huấn luyện và công cụ nâng cao năng suất làm việc cho cá nhân cũng như tổ chức. Lời tuyên bố sứ mệnh của tổ chức FranklinCovey chính là: "Chúng tôi mang đến tầm vóc mới cho các cá nhân và tổ chức ở mọi nơi".
Năm 2009, Covey thực hiện một chuỗi bài nói chuyện trực tuyến về vấn đề phát triển sự nghiệp để giúp đỡ những người gặp khó khăn do suy thoái kinh tế. Mục đích của bài nói chuyện là bàn về cách ra quyết định đúng lúc và những vấn đề nóng bỏng trong xã hội đương thời.

### Giáo dục
Covey phát hành tác phẩm Nhà Lãnh Đạo trong Tôi - làm thế nào để trường học và các bậc cha mẹ trên khắp thế giới tạo được niềm cảm hứng lớn lao tới từng đứa trẻ vào tháng 11 năm 2008. Cuốn sách kể về việc làm thế nào: "Một vài trường học, các bậc phụ huynh và những nhà lãnh đạo doanh nghiệp chuẩn bị cho lớp thế hệ kế cận đón nhận những thách thức và thời cơ lớn lao trong thế kỷ 21". Nó chỉ ra cách một trường tiểu học ở Raleigh, Bắc Carolina quyết định thử kết hợp 7 thói quen của người thành đạt với những kỹ năng lãnh đạo cơ bản khác để tạo thành một chương trình giảng dạy theo những phương cách sáng tạo và độc đáo. Được truyền cảm hứng bởi những thành công của hiệu trưởng Muriel Summers cùng các giáo viên và viên chức của trường tiểu học A.B. Combs tại Raleigh, những trường học khác và các bậc phụ huynh trên toàn thế giới đã làm theo cách tiếp cận đó và thấy được những thành quả rõ rệt.
Covey đã mở rộng cuốn sách viết năm 2008 của ông Nhà Lãnh Đạo trong Tôi thành một vài dự án giáo dục có liên quan. Vào ngày 20 tháng 4 năm 2010 ông đã tạo một bài viết đầu tiên trên một blog giáo dục với tiêu đề "Những đứa trẻ thời đại ngày nay và sự khủng hoảng trong giáo dục", bài viết đã được đăng trên trang tin tức và website tổng hợp bài viết của Huffington Post. Đồng thời FranklinCovey cũng thiết lập một website chuyên môn dành riêng cho thuyết "Nhà Lãnh Đạo trong Tôi" để duy trì định kỳ các hội nghị và hội thảo nhằm huấn luyện các nhà quản lý trong trường tiểu học muốn tích hợp chương trình "Nhà Lãnh Đạo trong Tôi" vào trong văn hóa học thuật trường học của họ.

## Đời tư
Covey sống cùng Sandra vợ ông, tại một ngôi nhà ở Provo, Utah, ngay cạnh đại học Brigham Young, nơi ông giảng dạy trước khi xuất bản cuốn sách bán chạy nhất của ông. Là cha của chín người con, một người ông ở tuổi 52, ông đã được nhận giải thưởng "người cha đáng kính" từ tổ chức NFI (sáng kiến người cha đáng kính nước Mỹ) năm 2003.

## Qua đời
Stephen Richards Covey qua đời vào ngày 16 tháng 7 năm 2012. Ông qua đời do sức khỏe yếu đi từ khi bị tai nạn xe đạp từ hồi tháng 4 năm 2012. Ông mất kiểm soát khi đang đi xe đạp xuống đồi ở Provo, Utah vào viện điều trị hai tháng vì chấn thương đầu, gãy xương sườn và giập phổi.